# Kurten
Kurten város az USA Texas államában, Brazos megyében. Lakosainak száma 395 fő (2020. április 1.).

## Népesség
A település népességének változása:

| 2010 | 398 |
| 2020 | 395 |